# Love Stuff
Love Stuff è il primo album in studio di Elle King, pubblicato il 13 febbraio 2015 sia su CD che in digitale; dal 3 marzo successivo ne fu disponibile anche la versione in vinile.

## Promozione
L'album è stato preceduto dal singolo apri-pista nonché di debutto della cantante, Ex's & Oh's, il quale è stato pubblicato il 23 settembre 2014, anche se ha riscosso un buon successo commerciale solo l'anno successivo: in diversi Paesi è stato premiato con il disco di platino e si è piazziato generalmente alla top 10 delle principali classifiche musicali del mondo, fra cui la statunitense Billboard Hot 100. Molto acclamato dalla critica internazionale, ha ricevuto ben due candidature ai Grammy Awards 2016 nelle categorie: miglior interpretazione rock e miglior canzone rock. Esso è divenuto il primo album di sempre a raggiungere la numero 1 album nelle classifica britannica UK Americana, lanciata il 28 gennaio 2016.

## Tracce
1. Where the Devil Don't Go – 3:01 (Elle King, Sterling Fox)
2. Ex's & Oh's – 3:22 (Dave Bassett)
3. Under the Influence – 3:17 (King, Bassett)
4. Last Damn Night – 4:02 (King, Jeff Bhasker, Mark Ronson, Patrick Carney)
5. Kocaine Karolina – 3:59 (King, Bhasker)
6. Song of Sorrow – 3:35 (King)
7. America's Sweetheart – 4:06 (King, Martin Johnson)
8. I Told You I Was Mean – 4:31 (King)
9. Ain't Gonna Drown – 3:21 (King, Bhasker)
10. Jackson – 3:14 (King, Amanda Ghost, Dave McCracken, Felipe Aparicio)
11. Make You Smile – 2:31 (King, Garret Lee)
12. See You Again – 3:26 (King, Francis White)

## Classifiche
| Classifiche (2015–16) | Posizione massima |
| --------------------- | ----------------- |
| Australia             | 11                |
| Germania              | 45                |
| Nuova Zelanda         | 15                |
| Regno Unito           | 18                |
| Svezia                | 55                |